# Ван дер Варт, Маха
Маха Александра ван дер Варт (нидерл. Macha Alexandra van der Vaart; род. 17 апреля 1972, Алкмар, Северная Голландия) — нидерландская хоккеистка на траве, полузащитник. Серебряный призёр летних Олимпийских игр 2004 года, бронзовый призёр летних Олимпийских игр 2000 года, серебряный призёр чемпионата мира 2002 года, чемпионка Европы 1999 года.

## Биография
Маха ван дер Варт родилась 17 апреля 1972 года в нидерландском городе Алкмар.
Играла в хоккей на траве за «Блумендал», ХДМ из Гааги и «Амстердамсе».
9 декабря 1998 года дебютировала в женской сборной Нидерландов в Буэнос-Айресе в матче с Австралией (1:1). 
Выиграла пять медалей Трофея чемпионов: золото в 2000 году в Амстелвене, серебро в 1999 году в Брисбене и в 2001 году в Амстелвене, бронзу в 2002 году в Макао и в 2003 году в Сиднее.
В 1999 году завоевала золотую медаль чемпионата Европы в Кёльне. 
В 2000 году вошла в состав женской сборной Нидерландов по хоккею на траве на летних Олимпийских играх в Сиднее и завоевала бронзовую медаль. Играла на позиции полузащитника, провела 8 матчей, забила 1 мяч в ворота сборной Новой Зеландии.
В 2002 году выиграла серебряную медаль чемпионата мира в Перте. Забила 3 мяча, в том числе единственный в полуфинальном матче против сборной Китая (1:0).
В 2004 году вошла в состав женской сборной Нидерландов по хоккею на траве на летних Олимпийских играх в Афинах и завоевала серебряную медаль. Играла на позиции полузащитника, провела 6 матчей, забила 2 мяча в ворота сборной Южной Кореи.
После Олимпиады завершила игровую карьеру.
В 2004 году получила приз «Золотая клюшка» лучшей хоккеистке чемпионата Нидерландов.
В 1998—2004 годах провела за женскую сборную Нидерландов 152 матча, забила 17 мячей.
В 2004—2008 годах была директором фонда Spieren voor Spieren, который финансирует исследования в области мышечных заболеваний.